# März 1984
Portal Geschichte | Portal Biografien | Aktuelle Ereignisse | Jahreskalender | Tagesartikel

◄ |
19. Jahrhundert |
20. Jahrhundert
| 21. Jahrhundert

◄ |
1950er |
1960er |
1970er |
1980er
| 1990er | 2000er | 2010er | ►

◄ |
1980 |
1981 |
1982 |
1983 |
1984
| 1985 | 1986 | 1987 | 1988 | ►

◄ |
Dezember 1983 |
Januar 1984 |
Februar 1984 |
März 1984 |
April 1984 |
Mai 1984 |
Juni 1984 |
►
Dieser Artikel behandelt aktuelle Nachrichten und Ereignisse im März 1984.

## Tagesgeschehen

### Donnerstag, 1. März 1984

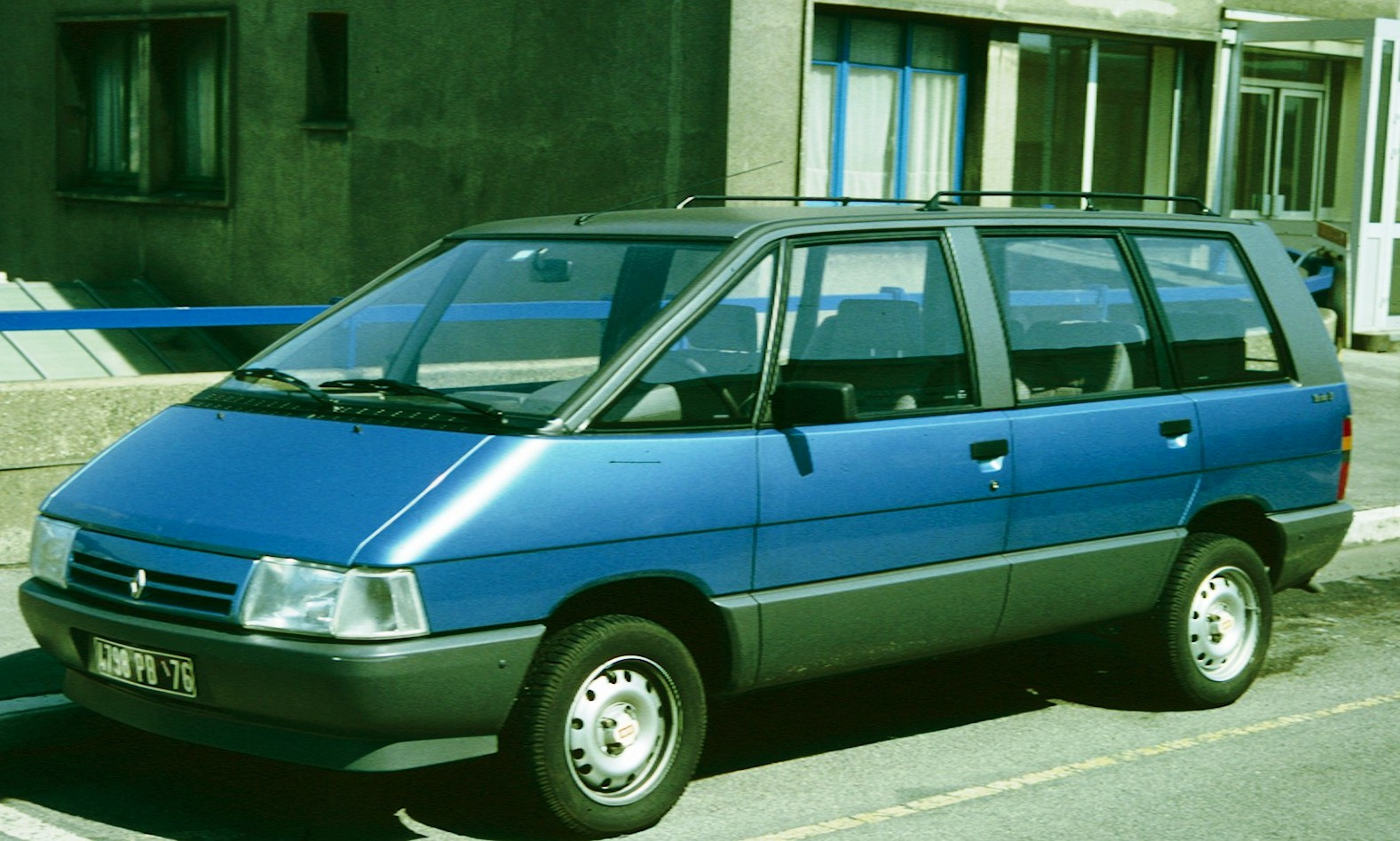
Espace: Im Kleinbus-Segment entsteht eine neue Fahrzeugklasse

- Genf/Schweiz: Auf dem Genfer Auto-Salon präsentiert der Kfz-Hersteller Renault ein ausschließlich auf Pkw-Käufer abgestimmtes Kleinbus-Modell namens Espace. Bisherige Kleinbusse waren Nutzfahrzeuge zum Transport von bis zu neun Personen, daher spricht Renault von einer neuen Fahrzeugklasse und nennt sein Modell „Großraumlimousine“.[1][2]

### Samstag, 3. März 1984
- Davos/Schweiz: Der HC Davos wird nach dem Heimspiel gegen den HC Lugano bei neun Punkten Vorsprung auf den Zweitplatzierten EHC Arosa zum Schweizer Meister im Eishockey 1984 gekürt.[3]
- New York/Vereinigte Staaten: In der Hitliste Hot 100 der Zeitschrift Billboard, die als offizielle Musikcharts der Single-Verkäufe in den USA gilt, erreicht die Sängerin Nena aus Hagen in Nordrhein-Westfalen mit dem Titel 99 Luftballons nach Platz 3 in der Vorwoche in dieser Woche Platz 2. Das ist bisher die höchste Platzierung für ein Lied in deutscher Sprache in den USA.[4]
- Peking/China: Die Volkstageszeitung kritisiert indirekt die Ein-Kind-Politik, mit der die Kommunistische Partei das Ansteigen der Einwohnerzahl der Volksrepublik auf mehr als 1.200.000.000 im Jahr 2000 verhindern will. Die Zeitung benennt das aus dieser Politik resultierende „Phänomen“ getöteter weiblicher Säuglinge sowie die Gewaltausbrüche gegen die Mütter weiblicher Säuglinge als „gravierendes soziales Problem“.[5]

### Sonntag, 4. März 1984
- Abidjan/Elfenbeinküste: Gastgeber Elfenbeinküste siegt im Eröffnungsspiel der 14. Fußball-Afrikameisterschaft 3:0 gegen Togo.[6]

### Sonntag, 11. März 1984

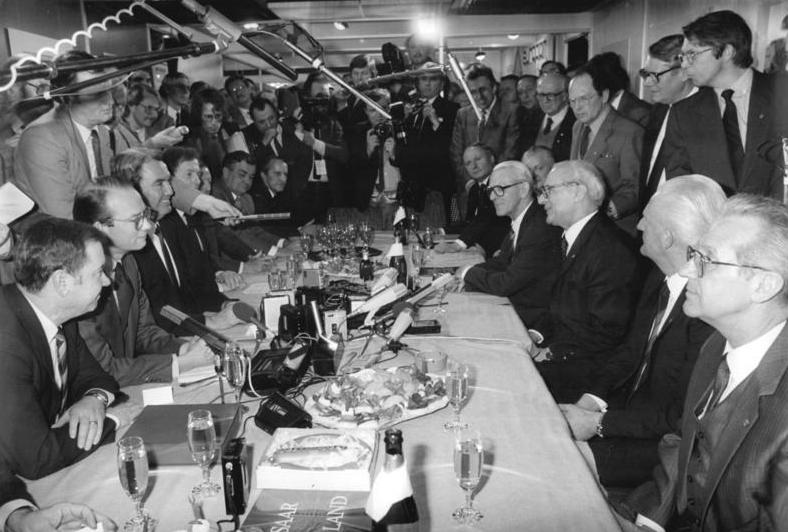
Begegnung zwischen den führenden Politikern des Saarlands (links) und der SED (rechts)

- Leipzig/Deutschland: Anlässlich der Frühjahrsmesse treffen über einhundert Politiker und Abgeordnete aus der Bundesrepublik Deutschland in Leipzig ein, unter ihnen der Bayerische Ministerpräsident Franz Josef Strauß (CSU) und der Ministerpräsident des Saarlands Werner Zeyer (CDU). Seit der Freistaat Bayern der DDR im letzten Jahr einen Milliardenkredit zur Verfügung stellte, entspannte sich das Verhältnis zwischen beiden deutschen Staaten.[7]

### Montag, 12. März 1984
- Vereinigtes Königreich: Aus Protest gegen die vor zwölf Tagen angekündigten Schließungen von Kohle-Bergwerken bestreiken Bergmänner ab heute 81 Kohleminen, auch ohne dass eine Urabstimmung über den Eintritt in den Streik abgehalten wurde, wie sie nach Satzung der Nationalen Gewerkschaft der Minenarbeiter notwendig gewesen wäre.[8]

### Dienstag, 13. März 1984
- Bonn/Deutschland: Das Bundesministerium der Verteidigung stellt in einem Erlass fest, dass Homosexuelle nicht für die Verwendung als Unteroffizier oder als Offizier geeignet sind, da sie keine Vorgesetztenfunktion ausfüllen können.[9]

### Sonntag, 18. März 1984
- Abidjan/Elfenbeinküste: Die Auswahl Kameruns gewinnt das Finale der 14. Fußball-Afrikameisterschaft 3:1 gegen Nigeria.[10]

### Dienstag, 20. März 1984
- Karibik: Das sowjetische Tankschiff Lugansk fährt kurz vor der Atlantikküste Nicaraguas auf eine Mine. Nicaraguas Regierung besteht darauf, dass die Mine von den Streitkräften der Vereinigten Staaten selbst oder von Mittelsmännern im Auftrag der Regierung der Vereinigten Staaten gelegt wurde. Nach dieser Auffassung wäre der Vorfall als eine der äußerst seltenen unmittelbaren Kampfhandlungen zwischen den USA und der Sowjetunion im Kalten Krieg zu werten.[11]
- München/Deutschland: Der Gastronom Gerd Käfer schenkt seinem Sohn Michael einen Veranstaltungsraum im Ostflügel des Hauses der Kunst. Dieser gestaltet das von Soldaten der US Army Europe einst als „P One“ bezeichnete ehemalige Offizierskasino zur Diskothek P1 um.[12]

### Sonntag, 25. März 1984

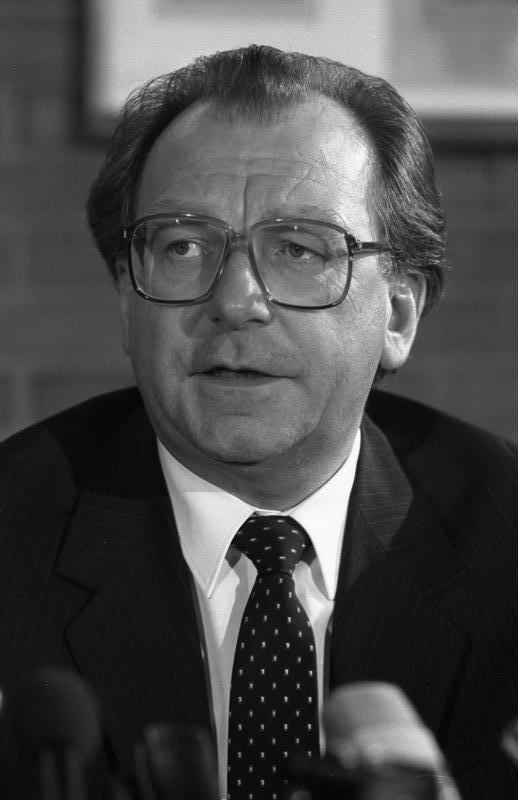
Lothar Späth

- Oslo/Norwegen: In der Gesamtwertung der Herren-Wettbewerbe des Alpinen Skiweltcups 1983/84 belegt der Schweizer Pirmin Zurbriggen nach dem letzten Rennen Platz 1. Bei den Damen gewinnt seine Landsfrau Erika Hess den Gesamt-Weltcup.[13][14]
- Salzburg/Österreich: Die Landtagswahl in Salzburg endet mit deutlichen Zugewinnen für die ÖVP und Verlusten für die SPÖ. Während die ÖVP zum ersten Mal seit 1945 die absolute Mehrheit der Stimmen erlangt, ist das SPÖ-Resultat von 35,1 % der Stimmen das niedrigste seit 1949.[15]
- Stuttgart/Deutschland: Bei der Landtagswahl erreicht die CDU von Ministerpräsident Lothar Späth zum vierten Mal in Folge bei einer Wahl zum Landtag von Baden-Württemberg die absolute Mehrheit. Die Grünen lösen die FDP/DVP als drittstärkste Kraft ab.[16]
- Vatikanstadt: Papst Johannes Paul II. vertraut in einer Weihe die Menschen und Völker der Welt dem Unbefleckten Herzen Mariä an. So wurde es bei einer Marienerscheinung in Fátima 1917 vom „Pontifex Maximus“ nach Angaben der damals zehnjährigen Zeugin Lúcia dos Santos verlangt.[17]

### Montag, 26. März 1984
- Bonn/Deutschland: Der stellvertretende NATO-Oberbefehlshaber für Europa und Bundeswehr-General Günter Kießling wird mit einem Großen Zapfenstreich aus dem Militärdienst entlassen, nachdem seine im Dezember 1983 erfolgte formlose Entlassung zu wochenlanger öffentlicher Kritik am Bundesministerium der Verteidigung und an Bundeskanzler Helmut Kohl (CDU) führte. Über den General kursierten in Bundeswehr und NATO Berichte, dass er homosexuell orientiert sei.[18]
- Cleveland/Vereinigte Staaten: Der Präsident des westafrikanischen Lands Guinea Ahmed Sékou Touré von der Demokratischen Partei Guineas verstirbt während einer Operation nach einem Herzinfarkt.[19]

### Dienstag, 27. März 1984
- Conakry/Guinea: Einen Tag nach dem Tod des amtierenden Präsidenten Ahmed Sékou Touré von der Demokratischen Partei (PDG) rückt Regierungschef Louis Lansana Béavogui (PDG) in die Position des Staatsoberhaupts. Die Amtszeit Tourés, der mit circa 50.000 Morden aus politischem Kalkül in Verbindung gebracht wird, begann 1958 mit der Unabhängigkeit des Landes.[20][21]

### Mittwoch, 28. März 1984

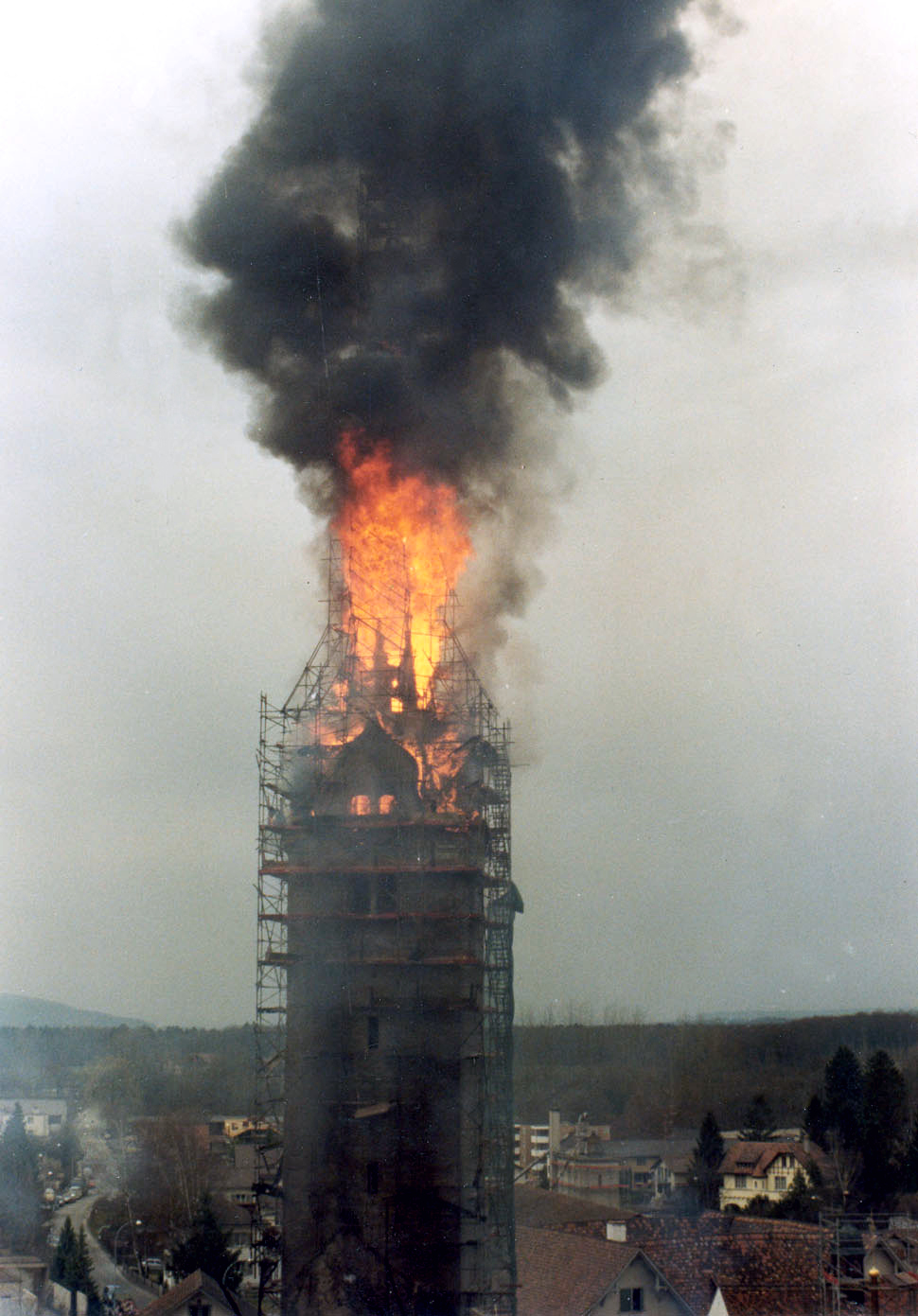
Brand der Stadtkirche Bremgarten

- Bremgarten/Schweiz: In der Stadtkirche entzündet Funkenflug, ausgelöst durch den Einsatz einer Trennscheibe, das frisch mit einem Holzschutzmittel bestrichene Gebälk. Der dadurch entfachte Brand greift auf das gesamte Gebäude über. Die unter Denkmalschutz stehende Kirche wird komplett zerstört.[22]

## Weblinks

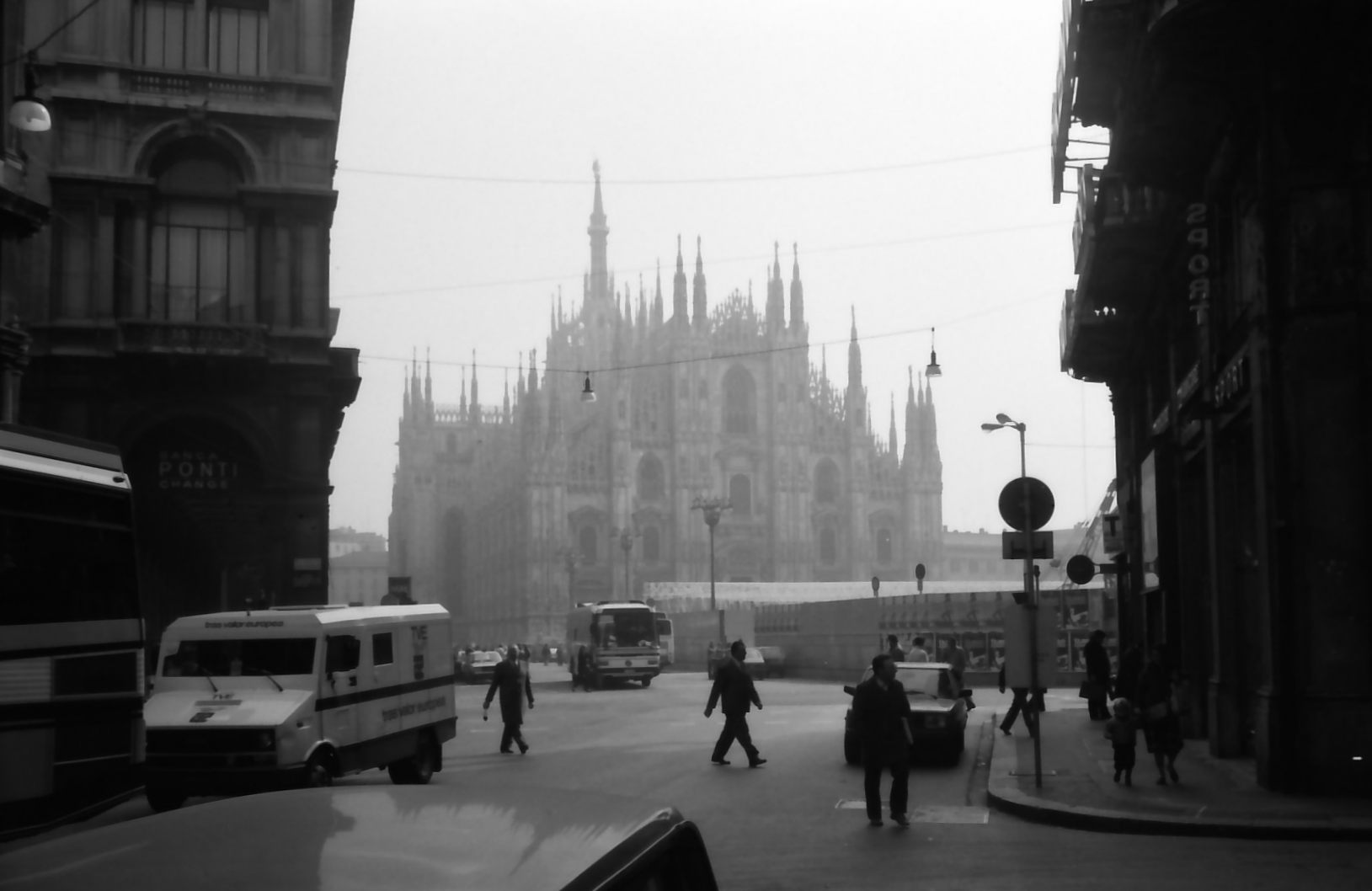
Mailand im März 1984